# Симонетта Веспуччі
Симонетта Веспуччі (італ. Simonetta Vespucci, лат. Vespuccia, Vesputia, Уродж. Каттанео італ. Cattaneo, 28 січня (?) 1453, Портовенере або Генуя — 26 квітня 1476, Флоренція) — кохана Джуліано Медічі, молодшого брата флорентійського правителя Лоренцо Медічі. Вважалася першою красунею флорентійського Ренесансу, за свою красу отримала прізвисько Незрівнянної (Незрівнянний; фр. La Sans Pareille) і Прекрасної Сімонетти (італ. La Bella Simonetta). Служила моделлю картини Боттічеллі «Народження Венери» та кількох інших його робіт; зображена у вигляді Клеопатри зі змією на шиї на полотні П'єро ді Козімо і на його ж полотні «Смерть Прокріда». Зображена на багатьох картинах, хоча достеменно її портрети не відомі. Померла від туберкульозу легень.

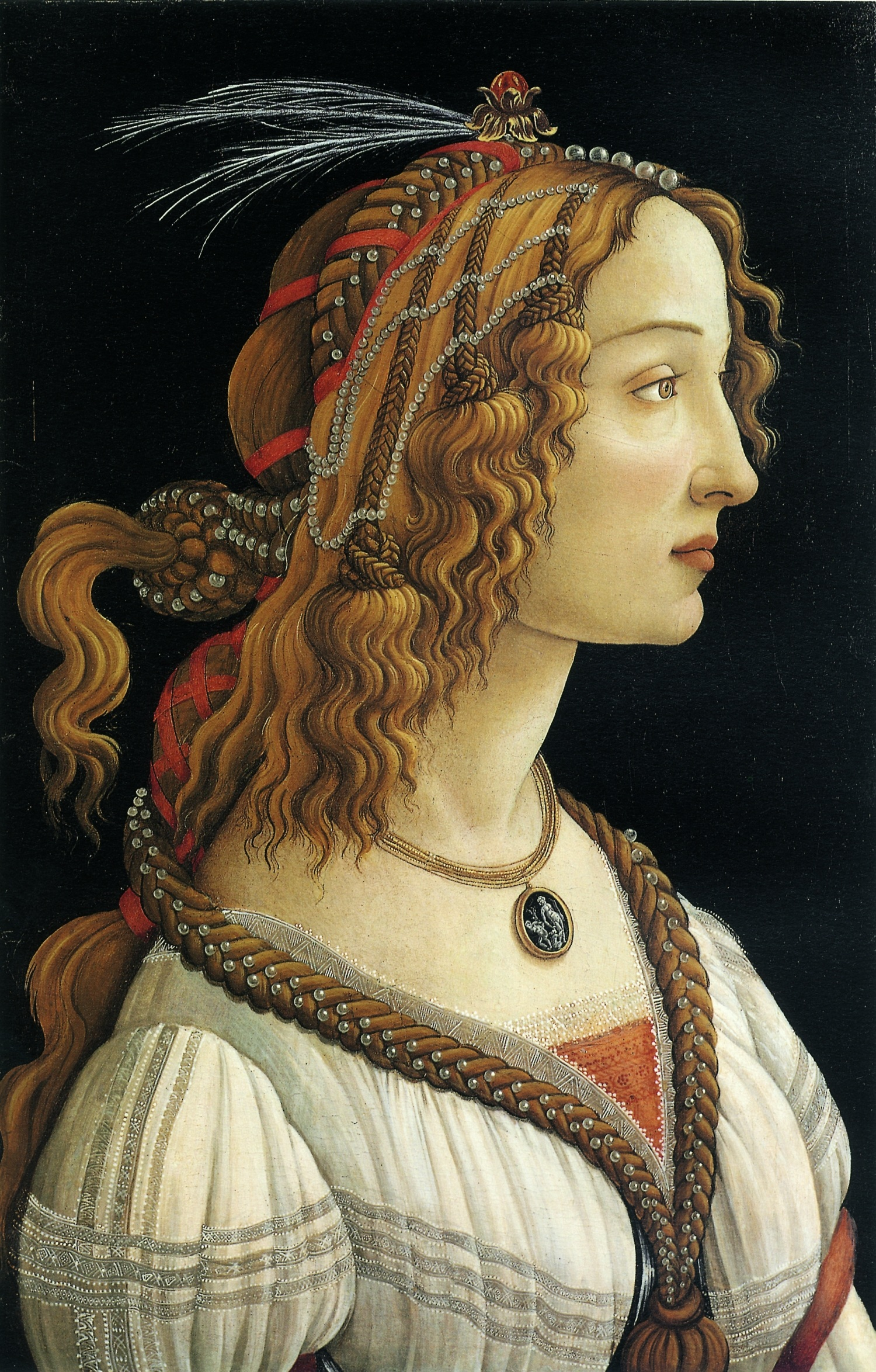
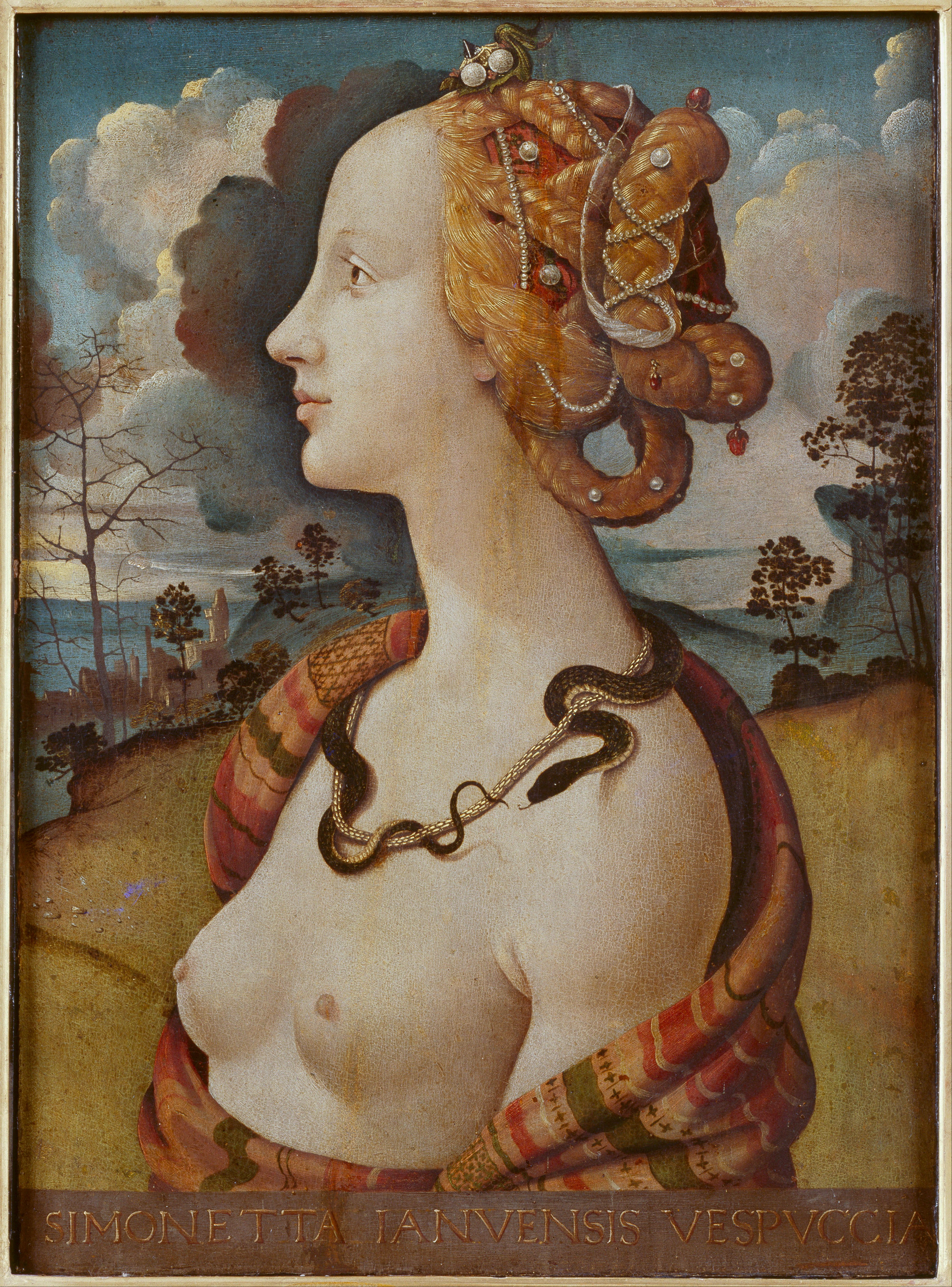